# Heinrich Wilhelm von Gerstenberg

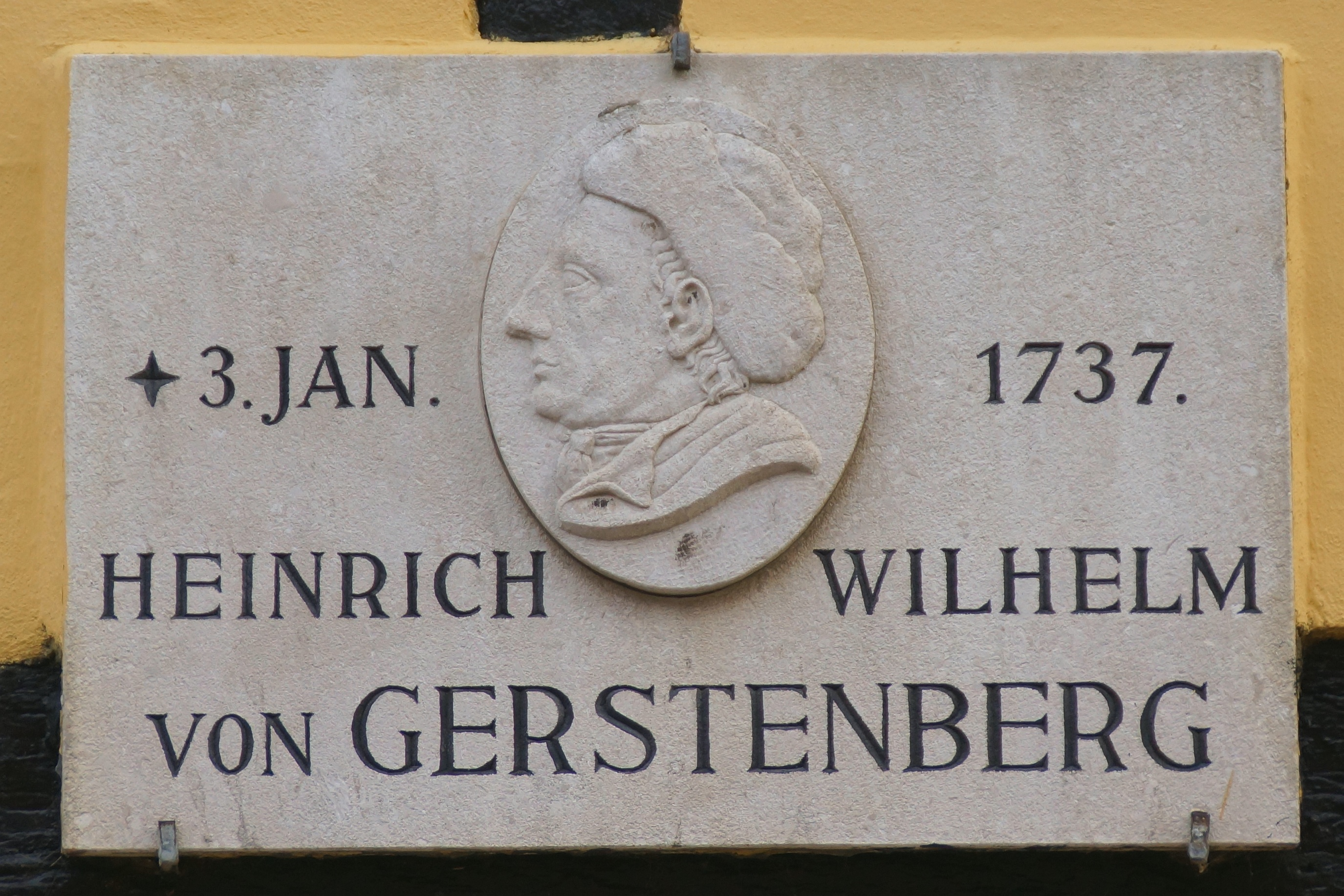
Targa sulla casa di nascita a Tønder (2015)

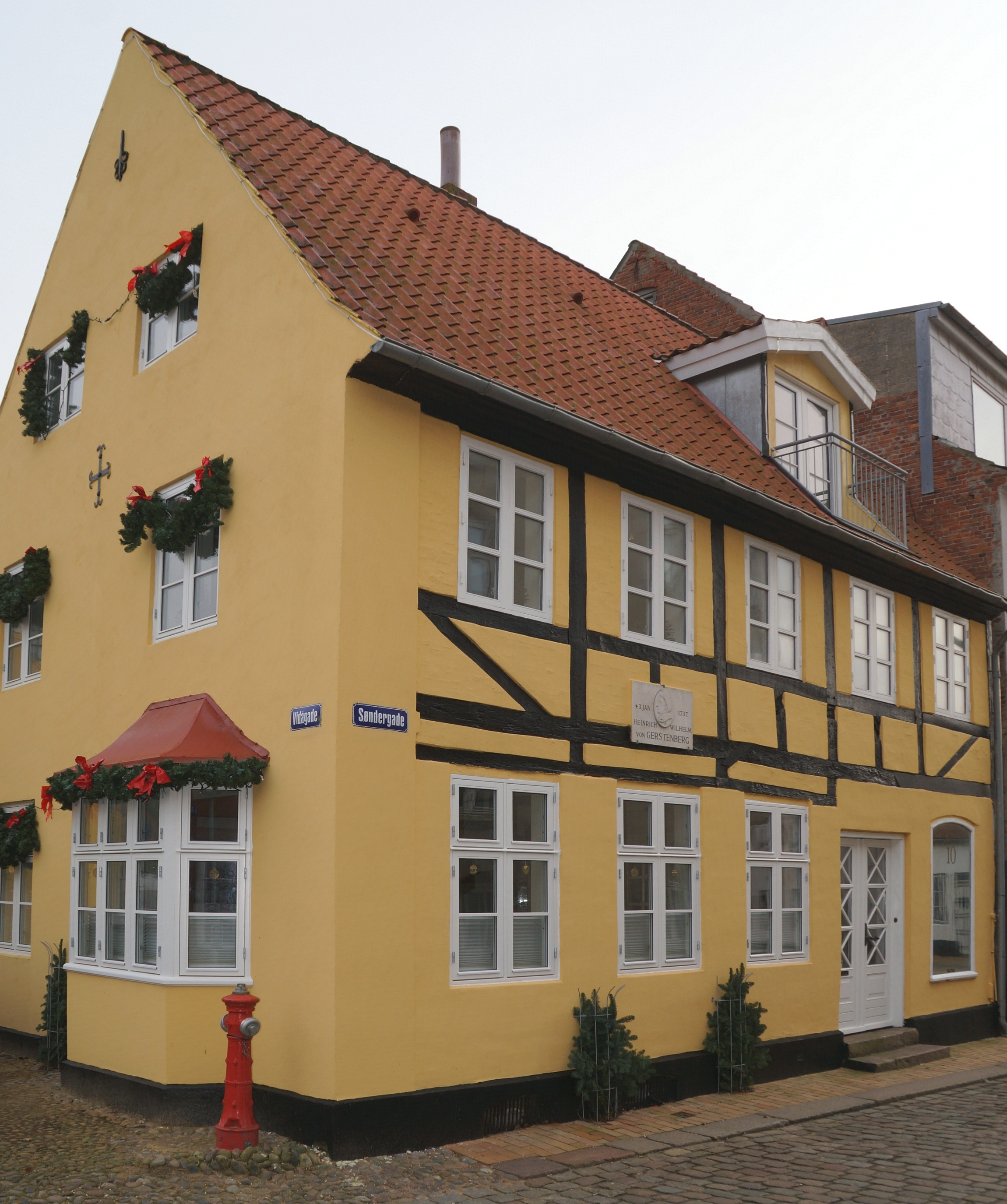
Luogo di nascita di Heinrich Wilhelm von Gerstenberg, Søndergade, Tønder, Sønderjylland

Heinrich Wilhelm von Gerstenberg (Tønder, 3 gennaio 1737 – Altona, 1º novembre 1823) è stato un poeta e critico letterario tedesco.

## Biografia
Nacque in una famiglia di tradizioni militari; il padre ufficiale, aveva per lui deciso e prospettato una carriera nell'esercito.
Emulando Klopstock e Hagedorn, trascorse a lungo in Danimarca, che nel Settecento rappresentava una sorta di estensione artistica della Germania.
A Copenaghen si unì al circolo letterario aiutato a svilupparsi grazie ai contributi di Federico V e del suo fido Bernstorff.
Abbandonato l'esercito, dopo aver partecipato alla guerra di Russia, si trasferì a Lubecca, prima di spostarsi definitivamente ad Altona, dove restò fino alla morte, assumendo il ruolo di direttore giudiziario del lotto.
Il suo esordio letterario risalì agli anni universitari a Jena, e all'età di ventidue anni pubblicò la sua prima opera, intitolata Tandeleien ("Trastulli", 1759), incentrata su un'intonazione frivola e leggiadra, di argomento per lo più galante e conviviale, nel pieno rispetto delle tendenze in auge allora.
Le sue poesie risultarono riuscite pienamente, tanto che il Lessing le apprezzò pubblicamente.
Il suo lavoro successivo, Gedicht eines Skalden ("Poema d'uno scaldo", 1766), fu precursore in Germania della lirica bardita, portata dopo pochi anni sulla scena da Klopstock, conseguenza della diffusione degli scritti epici ossianici, rielaborati dallo scozzese James Macpherson intorno al 1760. In questa opera avvicinò armoniosamente non solo i gusti estetici dell'età classica, ma anche i valori morali con quelli cristiani e germanici.
Che il Gestenberg, in qualche modo, si possa definire un pre-romantico, è attestato anche dal dramma Ugolino, ispirato dall'episodio dantesco; difatti qualche critico letterario lo inserisce fra i capostipiti delle innovazioni letterarie del suo tempo, pur convenendo che si caratterizza per qualche attributo fondamentale, quale il fermento, l'indisciplina, gli slanci battaglieri e il fervore concettuale, parzialmente non espresso.Nelle ultime pagine dell’Ugolino il sentimento dominante è la disperazione dell'essere umano lasciato senza aiuto da Dio e spinto a calpestare la sacralità della istituzione familiare.
Con il movimento romantico condivise anche la passione per Shakespeare, manifestata esplicitamente in Schreiben an Herrn Weise ("Scritto al signor Wiese", 1765) e poi in Briefe über merkwurdigkeiten der Literatur ("Lettere su cose notevoli della letteratura", 1767), seppure la sua posizione si trovò a metà strada tra quella del Lessing e quella, più completa, di Herder e del giovane Goethe. In questo ultimo lavoro segnalò le caratteristiche dell'arte emergente, esaltandone la libertà creatrice del genio e l'elevazione dello spirito tendente ad una migliore humanitas. Con questi scritti divenne a tutti gli effetti un teorico dello Sturm und Drang.
Durante il suo soggiorno danese, compose il testo della cantata Ariadne auf Naxos (1767), musicata da Johann Adolph Scheibe e Johann Christian Bach.
Si distinse anche come traduttore, soprattutto di Beaumont e di Fletcher.
A mano a mano che le nuove correnti artistiche e letterarie si diffondevano con successo, Gerstenberg si ritirò a vita pirata, senza più pubblicare nulla, oppresso anche dalle difficoltà economiche della sua famiglia. Unico suo conforto, in questi difficili ultimi anni di vita, le letture e gli studi di Kant, che gli resero possibile la formulazione di alcune risposte alle domande fondamentali sulle quali si soffermò il suo pensiero fin dalla gioventù.

## Opere
- Tändeleyen. Altona 1759
- Prosaische Gedichte. Altona 1759
- Kriegslieder eines dänischen Grenadiers. Altona 1762
- Handbuch für einen Reuter . Altona 1763
- Samling af adskillige Skrifter til de skiønne Videnskabers og det danske Sprogs Opkomst og Fremtarv. Copenhagen 1765
- Gedichte eines Skalden. Copenhagen 1766
- Ariadne auf Naxos. Kantate. Copenhagen 1767
- Briefe über Merkwürdigkeiten der Litteratur. Schleswig 1766/70
- Ugolino. Amburgo 1768
- Minona. Amburgo 1785
- Vermischte Schriften. Altona 1815
- Clarissa im Sarge. Kantate (postumo)
- Peleus. Oper (postumo)